# Dave Eggers
Dave Eggers (* 12. března 1970 Boston, Massachusetts) je americký spisovatel a lidskoprávní aktivista.

## Biografie
Na základní školu chodil v Chicagu, jeho spolužákem byl herec Vince Vaughn. Nedokončil studia žurnalistiky, živil se jako reklamní grafik a komiksový kreslíř.
Je zakladatelem nezávislého nakladatelství McSweeney's a nadace 826 Valencia, podporující výuku tvůrčího psaní mezi chudinskou mládeží. Jeho manželkou je spisovatelka Vandela Vida, mají dvě děti a bydlí v San Francisku. Angažoval se ve prospěch liberální politiky: kritizoval politiku George W. Bushe, podporoval súdánské utečence, žádal více peněz pro státní školy. V roce 2008 obdržel cenu konference TED pro lidi přinášející plány na zlepšení světa.

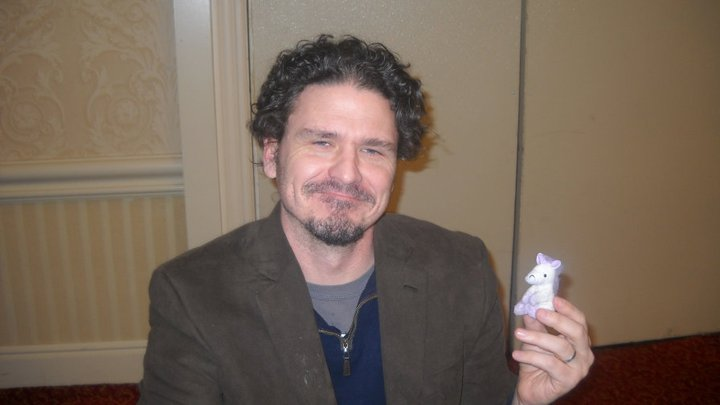
Dave Eggers v roce 2011

Píše pro časopis ESPN články o sportu, hlavně o fotbalu. Spolu s mladším bratrem Cristophem napsal knihu nonsensové poezie pro děti Zvířata v oceáně, především chobotnice.
Je autorem scénáře k filmové komedii Všude dobře, proč být doma.

## Dílo

### Srdceryvné dílo ohromujícího génia (2000)
Jeho nejznámějším dílem je Srdceryvné dílo ohromujícího génia (A Heartbreaking Work of Staggering Genius, 2000), autobiografické rodinné drama kombinované se satirickým pohledem na americkou společnost devadesátých let. Vypravěčem je mladý intelektuál, který se po předčasné smrti rodičů musí starat o nezletilého bratra. Odstěhuje se s ním do San Franciska, kde pracuje pro malý undergroundový časopis. Se smyslem pro sebeironii popisuje své milostné nezdary a každodenní trapasy, hádky mezi sourozenci, marnou snahu stát se televizní hvězdou, atmosféru posthipíckého Friska i vliv popkultury na myšlení dnešních lidí. Tragikomická próza využívá postmoderních postupů, jako je mísení fikce se skutečností nebo využívání neliterárních útvarů: např. úřední formuláře, reklamní texty nebo vědecké protokoly.
Kniha se stala bestsellerem, časopis Time ji označil za nejlepší román roku 2000. Eggers byl označen za mluvčího Generace X pro svou reflexi mediálního světa a nesentimentální zobrazení osobní tragédie.
Nick Hornby napsal podle Srdceryvného díla ohromujícího génia filmový scénář, ale dosud nebyl realizován.

### Hologram pro krále (2012)
Román Hologram pro krále zavádí čtenáře do Saúdské Arábie, kde se místní král Abdalláh chystá vybudovat KAEC, King Abdullah Economic City. Postarší Američan Alan Clay, ústřední postava románu, přijíždí do země coby zástupce americké IT společnosti Reliant, aby králi Abdalláhovi pro jeho chystanou pouštní metropoli nabídl revoluční telekomunikační systém. Čekání na důležitou obchodní schůzku, na které závisí celý život zchudlého amerického obchodníka, se však protahuje, a tak má Alan mezi pouštními dunami a v klimatizovaném hotelovém pokoji čas přemýšlet nad tím, co se všechno v jeho životě pokazilo.
Román dle Pavla Mandyse zachycuje „rozčarování z vývoje globální ekonomiky“ a svou frustrující výchozí situací, tedy nekonečným čekáním na příchod krále, „připomíná Beckettovo Čekání na Godota či možná ještě více Kafkův Zámek“. Podle Jakuba Ehrenbergera nabízí Hologram „hloubkovou sondu do nitra vyčpělého amerického padesátníka, který kdysi dopomohl ke vzniku globálního trhu a nyní s tímto novým světem nedokáže držet krok“. Kromě toho si recenzent všímá i literární příbuznosti Alana Claye s Willym Lomanem, tragickým hrdinou Smrti obchodního cestujícího Arthura Millera.
Drama bylo v roce 2016 zfilmováno pod stejným názvem.

## Přehled děl (výběr)